# Campeonato Europeo de Patinaje de Velocidad sobre Hielo de 1988
El LXXXII Campeonato Europeo de Patinaje de Velocidad sobre Hielo se celebró en dos sedes: las competiciones masculinas en La Haya (Países Bajos) del 23 al 24 de enero y las femeninas en Kongsberg (Noruega) del 16 al 17 de enero de 1988 bajo la organización de la Unión Internacional de Patinaje sobre Hielo (ISU), la Federación Neerlandesa de Patinaje sobre Hielo y la Federación Noruega de Patinaje sobre Hielo.

## Resultados

### Masculino
| Evento              | Oro                                     | Plata                                    | Bronce                                       |
| ------------------- | --------------------------------------- | ---------------------------------------- | -------------------------------------------- |
| 500 m               | Tomas Gustafson · Suecia · 39,42 s      | Hein Vergeer · Países Bajos · 39,78 s    | Michael Hadschieff · Austria · 39,84 s       |
| 1500 m              | Tomas Gustafson · Suecia · 2:00,07      | Michael Hadschieff · Austria · 2:00,62   | Hein Vergeer · Países Bajos · 2:00,66        |
| 5000 m              | Tomas Gustafson · Suecia · 7:12,13      | Leo Visser · Países Bajos · 7:14,57      | Gerard Kemkers · Países Bajos · 7:16,64      |
| 10 000 m            | Tomas Gustafson · Suecia · 15:01,59     | Yuri Kliuyev URSS 15:08,44               | Geir Karlstad · Noruega · 15:13,65           |
| Clasificación total | Tomas Gustafson · Suecia · 167,735 pts. | Leo Visser · Países Bajos · 169,478 pts. | Gerard Kemkers · Países Bajos · 170,768 pts. |

### Femenino
| Evento              | Oro                           | Plata                           | Bronce                                          |
| ------------------- | ----------------------------- | ------------------------------- | ----------------------------------------------- |
| 500 m               | Andrea Ehrig RDA 43,01 s      | Gunda Kleemann RDA 43,13 s      | Emese Hunyady · Austria · 43,15 s               |
| 1500 m              | Andrea Ehrig RDA 2:12,46      | Gunda Kleemann RDA 2:13,71      | Yvonne van Gennip · Países Bajos · 2:15,75      |
| 3000 m              | Andrea Ehrig RDA 4:28,89      | Gunda Kleemann RDA 4:33,94      | Constanze Moser RDA 4:36,43                     |
| 5000 m              | Andrea Ehrig RDA 8:01,85      | Gunda Kleemann RDA 8:02,38      | Yvonne van Gennip · Países Bajos · 8:09,78      |
| Clasificación total | Andrea Ehrig RDA 180,163 pts. | Gunda Kleemann RDA 181,594 pts. | Yvonne van Gennip · Países Bajos · 183,926 pts. |

## Medallero
- Solo se otorgan medallas en la clasificación general.

| Núm. | País         | Oro | Plata | Bronce | Total |
| ---- | ------------ | --- | ----- | ------ | ----- |
| 1    | RDA          | 1   | 1     | 0      | 2     |
| 2    | Suecia       | 1   | 0     | 0      | 1     |
| 3    | Países Bajos | 0   | 1     | 2      | 3     |
|      | TOTAL        | 2   | 2     | 2      | 6     |